# روبرت تومسون (لاعب كرة سلة)
روبرت تومسون (28 يناير 1982 في الولايات المتحدة - ) (بالإنجليزية: Robert Thomson)‏ هو لاعب كرة سلة أمريكي في مركز الوسط. لعب مع CSM Mediaș (basketball) ‏.

## وصلات خارجية
- روبرت تومسون على موقع الاتحاد الدولي لكرة السلة (الإنجليزية)
- روبرت تومسون على موقع كرة السلة الأوروبية.كوم (الإنجليزية)
- روبرت تومسون على موقع ريلجم (الإنجليزية)
- روبرت تومسون على موقع سبورتس رفرنس (الإنجليزية)